# Кларіно
Кларі́но (Entomodestes) — рід горобцеподібних птахів родини дроздових (Turdidae). Представники цього роду мешкають в Південній Америці, у вологих тропічних лісах Анд.

## Види
Виділяють два види:
- Кларіно чорний (Entomodestes coracinus)
- Кларіно рудий (Entomodestes leucotis)

## Етимологія
Наукова назва роду Entomodestes  походить від сполучення слів дав.-гр. εντομα — комахи і дав.-гр. εδεστης — поїдач.